# Донецкий район
Донецкий район (укр. Донецький район) — де-юре административная единица в Донецкой области Украины, образованная в 2020. Административный центр — город Донецк.
Территория района с 2014 года находится под российской оккупацией.

## География
Территория района расположена в центрально-восточной части области.

## История
17 июля 2020 года Постановлением Верховной Рады от 17 июля 2020 года «О создании и ликвидации районов» был образован Донецкий район, в его состав были включены территории:
- Амвросиевского района,
- а также городов областного значения Донецк, Макеевка, Харцызск, Ясиноватая.

## Население
Численность населения района в укрупнённых границах — около 1 503 400 человек.

## Административное устройство
Район в укрупнённых границах с 17 июля 2020 года номинально делится на 6 городских территориальных общин (громад):
- Донецкая городская община (город Донецк),
- Амвросиевская городская община (город Амвросиевка),
- Иловайская городская община (город Иловайск),
- Макеевская городская община (город Макеевка),
- Харцызская городская община (город Харцызск),
- Ясиноватская городская община (город Ясиноватая).

Выборы в общины и в район в целом Украиной из-за их неподконтрольности украинским властям не проводятся Постановлением Верховной рады до «восстановления конституционного строя» и «восстановления полного контроля Украины по государственной границе».